# Und morgen Mittag bin ich tot
Und morgen Mittag bin ich tot ist ein deutscher Spielfilm aus dem Jahr 2013, der das Thema Sterbehilfe/begleiteter Suizid bei Schwerstkranken thematisiert. Er wurde in Koproduktion u. a. mit dem Sendern SWR und arte erstellt und kam am 13. Februar 2014 in die deutschen Kinos.

## Handlung
Der Film ist im Entstehungsjahr (2012) angesiedelt. Die 22 Jahre alte Lea (Liv Lisa Fries) ist seit ihrer Kindheit schwer an Mukoviszidose erkrankt. Jetzt befindet sich die Erkrankung im Endstadium, selbst kleinste körperliche Anstrengungen überfordern ihre Lunge und ihren Kreislauf, obwohl sie bereits Sauerstoff aus einem Konzentrator, den sie ständig mit sich herumtragen muss, atmet. Auch andere Funktionen ihres Körpers müssen mit umfangreichen Medikamentengaben mehr oder weniger notdürftig erhalten werden. Ihr älterer Bruder litt ebenfalls an der Erbkrankheit und ist vor Jahren bei dem Versuch einer Lungentransplantation an den Folgen des Eingriffs verstorben.
Lea hat deshalb den Beschluss gefasst, an ihrem 23. Geburtstag um 12:00 mit Hilfe einer Schweizer Sterbehilfeorganisation aus dem Leben zu scheiden. Dafür begibt sie sich auf eigene Faust und ohne vorher mit ihrer Familie gesprochen zu haben, in die Schweiz nach Zürich. Währenddessen ist ihre in Deutschland lebende Mutter in heller Aufregung, da Lea die Reise allein und ohne Ankündigung angetreten hat. Ihre Großmutter und ihre Schwester ahnen allerdings den Grund der Reise, als sich Lea zuhause meldet und die Familie bittet, zu ihrem Geburtstag nach Zürich zu kommen.
Lea bezieht ein Pensionszimmer und wendet sich an die Sterbehilfeorganisation, mit der sie bereits von Deutschland aus Kontakt hatte. Eine Assistentin, die sie bei dem Verfahren begleiten wird, holt sie in der Pension ab und bringt sie zu einem Arzt. Dieser befragt sie ausführlich über ihren Zustand und ihren Wunsch, aus dem Leben zu scheiden. Nachdem er sich von ihrem sehr schlechten und qualvollen Zustand überzeugt hat, verordnet er ihr das zum Sterben erforderliche Medikament.
Unterdessen sind die Mitglieder der Familie in Zürich eingetroffen und werden von Lea über ihre Pläne informiert. Das ist für alle ein Schock. Während die Mutter mit schroffer Ablehnung reagiert, sind die Schwester und insbesondere die Großmutter betroffen, aber gefasst. Lea verbringt einen Tag in Zürich mit einem Bekannten aus der Pension, der auch dort abgestiegen ist, weil er aufgrund psychischer Probleme aus dem Leben scheiden möchte. Ihm wurde das Rezept allerdings verweigert.
Am Vorabend des Geburtstages geht die Familie gemeinsam in ein Restaurant, um „das letzte Schnitzel“, wie Lea sagt, zu essen. Um 0:00 stößt die Familie im Zimmer der Pension gemeinsam auf den Geburtstag an. Dieser eigentlich schöne Abend wird filmisch durch die folgende Nacht konterkariert, in der Lea um Luft ringend und qualvoll hustend keinen Schlaf mehr findet.
Am nächsten Vormittag begibt sich die Familie nach dem Frühstück in das Sterbezimmer der Organisation, in dem ein Klinikbett steht, und wo die Einnahme der Medikamente – ein Antiemetikum und anschließend ein starkes, höchstdosiertes Betäubungsmittel – erfolgen soll. Die Sterbehilfebegleiterin erklärt nochmals, dass Lea weiterhin die Möglichkeit habe, von ihrem Vorhaben zurückzutreten. Lea nimmt aber die Tablette, die das eventuelle Erbrechen des eigentlichen Medikaments verhindern soll. Bevor sie das Sterbemedikament einnimmt, erfasst sie eine Panikattacke und sie flüchtet kurzzeitig ins Badezimmer. Der Blick in den Spiegel lässt ihr den eigenen Zustand wieder bewusst werden, und sie entschließt sich, den Weg zu Ende zu gehen.
Dazu bittet sie die Familie und die Helferin, sie nach draußen auf den Spielplatz auf der Wiese zu begleiten. Dort trinkt sie schließlich das Becherglas mit dem Medikament und schläft in den Armen ihrer Mutter ein.

## Kritik
Von der Kritik wurde der Film wohlwollend aufgenommen. Neben Artikeln in der Zeit und im Spiegel wurde der Film in den Kinoteilen der Tageszeitungen besprochen. In der vom Mukoviszidose Bundesverband herausgegebenen Zeitschrift muko.info erschien 2014 eine Filmbesprechung durch eine Patientin.

## Auswertung
Aufgrund des schwierigen und emotional sehr anrührenden Themas wurde der Film nur in sehr wenigen Kinos gezeigt, so in Berlin für fünf Wochen in den Kinos Urania-Filmbühne, eiszeit und Sputnik Südstern. Einzelne Kopien reisten durch deutsche Kinos. Am 15. August 2014 wurde die DVD veröffentlicht, am 5. Juni 2015 erfolgte auf arte die TV-Erstausstrahlung.

## Auszeichnungen
Liv Lisa Fries wurde für ihre Rolle der Lea mit den Nachwuchsdarstellerinnen-Preisen beim Bayerischen Filmpreis 2013 und Max-Ophüls-Festival 2014 geehrt. Der Film erhielt das Prädikat „besonders wertvoll“ der Deutschen Film- und Medienbewertung (FBW). Auf dem 19. Internationalen Filmfestival für Kinder und junges Publikum in Chemnitz erhielt der Film den Förderpreis der DEFA-Stiftung.